# De Cazier
Cazier of De Cazier, ook bekend als Cazier du Breucq, was een Doornikse notabele en adellijke familie.

## Genealogie
De Cazierfamilie kreeg vanaf de zestiende eeuw bekendheid en bleef actieve leden tellen tot in de eerste helft van de negentiende eeuw.
- François Cazier ( -1560)
  - Pierre Cazier (1548-1635) x Françoise Robert, xx Jeanne Dennetières
    - Pierre Cazier (1589-1627) x Christine Egnoy
      - Nicolas Cazier (1608-1646) x Jeanne-Claire Van Rode (°1612), xx Marguerite Damas (°1607 )
        - Pierre Cazier (†1660) x Jeanne de Warigny (1609-1689)
        - Éléonore Cazier x Jean-Jacques de Cuypere
        - Jacques-Philippe Cazier (1636-1702) x Marie-Josèphe Cazier (1645-1718)
        - Adrien Cazier (1638-1712) x Marie-Anne Rasson (1647-1719)
        - Nicolas-François Cazier(°1640) x Marie-Françoise de Barbaize (1638-1688)
        - Pierre Cazier (1642-1709) x Madeleine-Marguerite de Madre (°1638)
        - Marie-Madeleine Cazier (°1666) x Louis-Michel Descairat, seigneur de Laval
        - Jaspard-Joseph Cazier (1667-1739) x Marie-Madeleine de Guerrieri († 1741)
        - Jeanne-Adrienne Cazier (1668-1752)
        - Gabriel-Joseph Cazier (1689-1734), kanunnik van de kathedraal van Doornik
        - Éléonore Cazier (°1670)
        - Quentin-Piat Cazier (1670-1725)
        - Philippe-Albert de Cazier (1670-1730) x Marie-Angélique de Cocq († 1699), xx Madeleine-Élisabeth Le Sellier († 1709), xxx Marie-Anne de Flines (1688-1731)
          - René-François Cazier (1709-1786)

        - Pierre-Joseph Cazier (1672-1737) x Marie-Françoise Sart
        - Guillaume-Ignace Cazier (1673-1739)
        - Marie-Catherine Cazier (1675-1748)
        - Marie-Anne-Thérèse Cazier (1679-1742)
        - Jean-Baptiste de Cazier (1685-1747) x Jeanne-Catherine-Josèphe Baulin (1697-1753)
          - Denis-Benoît-Joseph de Cazier (1718-1792)
            - René-Albert-Joseph de Cazier (1753-1833), x Marie-Françoise-Eulalie du Bois de Harnes (1754-1819), xx gravin Marie-Anne-Norbertine de Robiano (1789-1860).

## Geschiedenis
De familie Cazier is afkomstig uit Noord-Frankrijk. De stamvader François Cazier, weduwnaar geworden in 1560, woonde in Fleurbaix (Pas-de-Calais). Zijn kinderen, hierin gevolgd door het merendeel van hun afstammelingen, vestigden zich in Doornik en verwierven er het poorterschap. Verschillende onder hen maakten deel uit van de stadsmagistraat. De eerste was Pierre Cazier (1548-1635), die griffier van de schepenen werd in 1604, en de laatste was René-François de Cazier (1709-1786), die schepen was van 1736 tot 1749. Ze gingen huwelijken aan met lokale notabelen zoals leden van de families Dennetières en du Chambge.
De familie was veel verschuldigd aan Pierre Cazier (1548-1635). Behalve het verwerven van het griffierambt, spande hij zich in voor het verwerven van heerlijkheden in het Doornikse en elders (Camphain, Mourcourt, Hautighem in Celles en Tour Baudry in Pottes). Hij verwierf een belangrijk patrimonium, zowel in renten als in onroerend goed, in Doornik, in het noordoosten van Henegouwen, in Orroir, Rhosnes, Amougies, Russeignies, Escanaffles en Guermignies (dép. Pottes).
Pierre Cazier stichtte in 1594 een godshuis waar zes hulpbehoevende gezinnen onderdak vonden. Het gebouw werd in 1757 herbouwd en bevindt zich op het adres nr. 1 van de rue Barre-Saint-Brice in Doornik. Op een bas-reliëf die in de gevel werd gemetseld zijn de wapenschilden weergegeven van Pierre Cazier en van zijn twee echtgenoten, Françoise Robert en Jeanne Dennetières.
Vanaf het einde van de zeventiende eeuw trad de familie toe tot de adel. Jacques-Philippe Cazier (1636-1702) werd geadeld door de aankoop in 1681 van het ambt van raadsheer-secretaris van koning Lodewijk XIV, binnen de kanselarij bij het parlement van Doornik. Zijn broer, Adrien Cazier (1638-1712), ontvanger bij die zelfde kanselarij, liet zijn wapenschild registreren bij de 'Armorial général de France.
Begin achttiende eeuw klommen sommige familieleden nog hogerop. Jean-Baptiste de Cazier (1685-1747), raadsheer-pensionaris bij de Staten van Doornik, auditeur bij de Rekenkamer, raadsheer bij de Raad van Financies en bij de Opperraad voor de Oostenrijkse Nederlanden in Wenen werd in 1729 in de adel opgenomen met de titel ridder van het Heilige Roomse Rijk en met daarbij gevoegd, in 1743, de titel baron. Zijn broer Philippe-Albert Cazier werd eveneens in 1728  met de riddertitel in de adel opgenomen. Zijn zoon, baron Denis-Benoît-Joseph de Cazier (1718-1792) volgde het curriculum van zijn vader: raadsheer bij de Raad van Financies in Brussel, lid van de Opperraad voor de Oostenrijkse Nederlanden in Wenen, voorzitter van de Rekenkamer in Brussel en ten slotte algemeen trezorier van financies.
In 1833 doofde het Doornikse geslacht de Cazier uit bij het overlijden van René-Albert-Joseph de Cazier. Zijn tweede, veel jongere echtgenote, gravin Marie-Anne-Norbertine de Robiano (1789-1860) erfde zijn fortuin, met uitzondering van het kasteeldomein in Rumillies, dat hij in 1786 had aangekocht en in 1828 legateerde aan zijn schoonbroer Charles de Robiano (1785-1854), getrouwd met Marie-Thérèse de Stolberg-Stolberg (1805-1843). Erfgenaam was vervolgens Charles' zoon, Albert de Robiano (1836-1904) die het op zijn beurt naliet aan zijn jongste dochter, gravin Mathilde de Robiano (1868-1946). Ze trouwde met prins Charles de Croÿ (1869-1946), zodat het domein eigendom werd van een tak van de familie de Croÿ, die voortaan als de Croÿ-Rumillies bekend werd.
Prins Guillaume de Croÿ, (°1950), nam het initiatief om in 2008 het omvangrijk archief De Cazier dat op het kasteel van Rumillies werd bewaard, aan het Rijksarchief in Doornik over te maken.

## Voetnoot
1. ↑  De genealogie hierna vraagt nog bewerkingen teneinde de juiste filiaties op punt te stellen.